# Ngal'ayel Mukau
Ngal'ayel Mukau, né le 3 novembre 2004 à Anvers en Belgique, est un footballeur international congolais (RDC), qui joue au poste de milieu de terrain au LOSC Lille. Il possède également la nationalité belge.

## Biographie

### En club
Né à Anvers en Belgique, Ngal'ayel Mukau est formé par le KV Malines. Il signe son premier contrat professionnel avec son club formateur le 20 juillet 2022, pour une durée de deux ans, soit jusqu'en juin 2024, avec une année supplémentaire en option.
Il joue son premier match le 8 janvier 2023, lors d'une rencontre de championnat face au SV Zulte Waregem. Il entre en jeu et son équipe est battue par deux buts à zéro.
Le 11 juillet 2024, Ngal'ayel Mukau s'engage au LOSC Lille pour un contrat de quatre saisons, soit jusqu'en juin 2028,.
Le 13 août 2024, Mukau fait sa première apparition lors des qualifications en barrages de Ligue des champions, pour son premier match avec Lille, face au Fenerbahçe SK. Il entre en jeu à la place d'Angel Gomes et les deux équipes se neutralisent ce jour-là (1-1 score final),.
Il marque ses premiers buts, un doublé, pour le LOSC lors de la rencontre de Ligue des champions face au Bologne FC fin novembre 2025 (victoire, 1-2).

### En sélections nationales
Ngal'ayel Mukau représente dans un premier temps la Belgique en sélection, faisant une apparition avec les moins de 18 ans le 11 mai 2022 contre l'Allemagne,.
En octobre 2023, il est convoqué avec l'équipe de République démocratique du Congo des moins de 20 ans.
Le 16 novembre 2024, il honore sa première sélection avec l'équipe nationale de la République du Congo en entrant en cours de jeu lors d'un match contre la Guinée, match des éliminatoires de la CAN 2025,.